# Barshalder
Barshalder är ett skogsområde intill Burgsvikens inre del på södra Gotland, beläget på ömse sidor om gränsen mellan Grötlingbo socken och Fide socken. Under medeltiden åsyftade namnet Barshalder en gård i norra delen av Fide som förmodligen ägde delar av skogen, och när gården lades öde levde namnet kvar där. Det betyder "åsbetet", "betesmarken på åsen". Man kan också höra talas om Barshalders hed eller hajd, vilket är gotländska för skog. Områdets vegetation är inte hedliknande.
Längs landsvägen till Sudret på Barshalder finns Gotlands största förhistoriska gravfält, två kilometer långt, med rika fynd från tiden 1–1100 e.Kr. Gravfältet är delvis svårt skadat eller helt utplånat av grustäkt, stenbrytning och odling, men fortfarande finns omkring 2500 synliga gravöverbyggnader. Dokumenterade arkeologiska utgrävningar har ägt rum under närmare 50 fältsäsonger med början 1826. En lång rad arkeologer har arbetat där, såsom Nils Johan Ekdahl, Gabriel Gustafson, Ture J. Arne, Mårten Stenberger, Holger Arbman, Greta Arwidsson, Gustaf Trotzig och Martin Rundkvist.
På Barshalder finns också boplatser från neolitikum och den förromerska järnåldern samt enstaka gravar från senneolitikum och bronsåldern, inklusive en sevärd skeppssättning.

## Skeppssättningen
I skogen, en kort promenad från länsväg 142, ligger en skeppssättning som är 19 meter lång och 4,5 meter bred. De resta stävstenarna är 1 respektive 1,35 meter höga. Övriga stenar är resta eller kantställda. Skeppssättningen saknar två stenar på vardera sida men är i övrigt mycket välbevarad. I anslutning till skeppssättningen finns en närmast rund stensättning som är 6 meter i diameter och två resta stenar som är omkring en halvmeter höga. Vid en utgrävning 1928 påträffades endast brända och obrända ben av människa samt enstaka krukskärvor.
Mellan länsvägen och skeppssättningen finns ett stort stenblock, 4x4 meter och 3 meter hög, som benämns Brödstajnen. Om stenen berättas följande: Stenen vände på sig var gång den kände lukten av surbröd. En käring kastade stenen mot Grötlingbo kyrka men träffade Fide kyrka, därför har den inget torn, och här blev den sedan liggande. Den stenen skall en käring ha burit i sitt förkläde, men det brast.

## Fotnoter
1. ↑  4:3, Riksantikvarieämbetet.
2. ↑  189:1, Riksantikvarieämbetet.